# Црногорски комити
Црногорски комити су настали у љето 1916. године, послије распуштања црногорске војске. Од 1916. до 1918. године Црногорски комити су водили борбу против аустроугарске окупације, а након стварања Краљевства Срба, Хрвата и Словенаца, мањи дио комита наставља борбу за црногорску независност. Године 1921, послије смрти краља Николе и увођења Видовданског устава, дошло је до масовније предаје комита, који су, у малом броју постојали, све до 1929. године.

## Настанак комита
После потпуног повлачења војске Краљевине Србије према Медови (преко Скадра), прикупљена црногорска војска у рејону Даниловграда и Подгорице није се могла повући истим правцем. Понуђено примирје непријатељ није прихватио и дошло је до распуштања црногорске војске.
Део оних који у успели да избјегну интернацију склонио се у шуме. У љето 1916. године, дошло је до одметања појединаца у комите, који су се организовали по територијалној припадности. Носиоци команде су биле четовође. Имали су подршку код становништва које их је обавјештавало о кретању непријатеља, сакривало и хранило.
Долазак у комите двојице бивших министара, Радомира Вешовића и Милосава Раичевића, је резултирало приступањем још неких првака покрету. Борбе са окупатором су интензивиране крајем 1917. и почетком 1918. године. Предајом Вешовића и Раичевића, 1. јануара 1918. године, покрет није уништен, него је чак добио на снази. Непријатељ је узнемираван не само на црногорској територији него и на подручју Санџака, Дубровника, Херцеговине, Боке которске, итд.
Октобра 1918. године комити и други родољуби помогли су српској војсци да ослободи Црну Гору. Командант Јадранских трупа, генерал Драгутин Милутиновић, распустио је комитске чете, наредбом од 12. новембра 1918. године.

## Борба против начина уједињења
Начин на који је уједињење извршено и закулисне радње савезника, посебно Краљевине Италије, довеле су до Божићне побуне и поновног активирања комитског покрета. Један део комита се поново одметнуо, док је други део прихватио и помагао новоуспостављену власт.
Да би предупредила и скршила отпор, Влада Краљевине СХС је, поред већ ангажоване жандармерије, ангажовала и војску, а у сузбијању комита су се нарочито истицале Контракомитске јединице састављене од локалног становништва и официрски кадар пореклом са подручја Црне Горе. Црна Гора је проглашена "војишним земљиштем", а Зетска дивизијска област је стављена под директну управу Врховне команде Војске Краљевине СХС. Делегат краљевске владе, Иво Павићевић, дао је комитима рок до 1. маја 1919. године да положе оружје.
Комите нијесу испоштовале рок. Из Италије је 19. јула 1919. године дошло 69 Црногораца ради подизања свеопштег устанка, али се овај покушај завршио безуспјешно. Акције појединих комитских група су настављене. Вршени су препади на органе и присталице новоуспостављене власти, као и појединачна убиства, а део комита је вршио злочине, пљачке, разбојништва и силовања. Према војним изворима, крајем 1919. године У Црној Гори је било 1.796 комита. Читаве 1920. године су вршене антикомитске акције које нису биле усмерене само на комите већ и на оне који су их помагали, што је само један од чинилаца који је утицао на слабљење покрета. Осим легалних противкомитских акција неретко су се догађали и случајеви тешког прекорачења овлашћења, па и непотребних убистава.
Године 1921, смрћу краља Николе, распуштањем црногорске војске у Гаети и доношењем Видовданског устава, покрет се почео гасити масовном предајом. Марта 1929. године ликвидирани су последњи комити, Драго и Радош Булатовић.
Доста комита је амнестирано, а приличном броју је суђено. Црногорски комити, њихови јатаци и симпатизери су читавог свог постојања трпјели прогоне од стране снага које су подржавале безусловно уједињење Црне Горе и Србије. Међу познатијим личностима које су учествовале у гушењу побуне и организовале антикомитске акције су сердар Јанко Вукотић, Блажо Ђукановић, Иво Павићевић и командир жандармерије у Никшићу, Милан Калабић.